# Мирзашол
Мирзашо́л (каз. Мырзашөл) — село у складі Жетисайського району Туркестанської області Казахстану. Входить до складу Жанааульського сільського округу.
У радянські часи село називалось Гвардійське.
Населення — 1197 осіб (2021; 1454 у 2009, 833 у 1999, 752 у 1989).